# 門洛鎮區 (堪薩斯州托馬斯縣)
門洛鎮區（英語：Menlo Township）為美國堪薩斯州托馬斯縣轄下的鎮區。2010年美国人口普查中該鎮區人口有95人。

## 地理
門洛鎮區涵蓋總面積為140.21平方（54.14平方英里），其中140.21平方（54.14平方英里）為陸地，0平方（0平方英里）或0%為水域。海拔高度906（2,972英尺）。

## 人口統計
根據2010年美國人口普查，門洛鎮區人口有95人，住房44戶，人口密度為0.68人/每平方公里。此鎮區居民之種族中，白人有93人，非裔美國人有0人，美洲原住民有1人，亞裔美國人有0人，太平洋島裔美國人有0人，其他種族有1人，混血種族則有0人。此外此鎮區有2人為西班牙裔或拉丁裔美國人。

## 交通

### 主要公路
- 24號美國國道